# Pourparlers en droit civil français
Les pourparlers, également appelés négociations, ou étape pré-contractuelle, est l'étape qui précède la formation d'un contrat.
Pour la bonne conclusion de contrat, deux parties peuvent entrer en pourparlers de deux façons différentes : soit de façon informelle (pourparlers informels), soit de façon formelle (pourparlers formalisés).
La différence entre ces deux modalités dépend du contrat et des parties cocontractantes. Les pourparlers conduits d'une bonne façon peuvent permettre une meilleure interprétation du contrat par les parties (ou par le juge).

## L'invitation à entrer en pourparlers
Une invitation à entrer en pourparlers est une simple invitation, suffisamment large et ouverte, afin de permettre à de futurs contractants de discuter du contenu d'un contrat.
C'est une disqualification juridique de la pollicitation. À la différence de cette dernière, une invitation à entrer en pourparlers ne doit pas être ferme et précise : elle doit au contraire être suffisamment floue et ouverte pour laisser aux négociants une marge importante de négociation.

## Les pourparlers informels
L'entrée en pourparlers se base sur le principe de liberté contractuelle.
Dans les pourparlers informels, on trouve cette liberté des négociateurs très accentuée : pas d'engagements, droit de mener des négociations parallèles (aussi de façon discrète), droit de rompre les pourparlers, mais aussi l'obligation de bonne foi (la bonne intention des parties).
Même dans ce cas de pourparlers informels on peut arriver à des indemnisations d'une partie envers une autre : c'est la rupture fautive des pourparlers. Cette rupture se base sur la preuve de la mauvaise foi d'une des parties. Dans ce cas, cette partie sera obligée de payer une indemnisation (dommages et intérêts).

## Les pourparlers formalisés
À la différence des pourparlers informels, les pourparlers formalisent un contrat qui va engager une ou toutes les parties. C'est ce qu'on appelle les avant-contrats.
Exemples :
- lettre d'intention ou protocole d'accord qui n'engagent aucune partie ;
- accord partiel : accord conclu au cours des négociations pour clarifier des points essentiels ;
- accord provisoire : c'est un véritable contrat, il engage ;
- pacte de préférence : engagement d'une partie à ne pas conclure par contrat avec un tiers ;
- promesse de contrat : soit une promesse unilatérale de contrat, soit une promesse synallagmatique (voir articles 1102 et 1103 du Code civil français).

La modalité des pourparlers est déterminée par les parties qui pensent réaliser un contrat dans le futur.

## La rupture des pourparlers
Il est possible de mettre un terme aux pourparlers à tout moment en vertu du principe de liberté contractuelle. Toutefois, cette rupture ne doit pas être fautive et abusive sous peine de voir la responsabilité délictuelle de celui qui rompt engagée en vertu des articles 1240 et 1241. Dès lors, il faudrait prouver une faute (une faute simple suffit), un préjudice et un lien de causalité. Depuis l'arrêt Manoukian, on ne peut demander réparation de la rupture abusive des pourparlers que du seul intérêt négatif. En d'autres termes, on ne peut pas demander l'indemnisation de la perte des bénéfices attendus du contrat non-conclu. Cependant, un arrêt rendu par la troisième Chambre civile de la Cour de cassation, le 28 juin 2006, vient modifier la jurisprudence Manoukian : la partie victime d'une rupture des pourparlers ne peut donc plus, désormais, solliciter une indemnisation en évoquant la perte de chance ou des gains espérés. L'article 1112 du Code civil prévoit désormais que : « En cas de faute commise dans les négociations, la réparation du préjudice qui en résulte ne peut avoir pour objet de compenser ni la perte des avantages attendus du contrat non conclu, ni la perte de chance d'obtenir ces avantages. » Ainsi, n'est indemnisable que l'intérêt négatif.